# Serrat de la Cogulera
El Serrat de la Cogulera és una serra situada al municipi de Bellver de Cerdanya, a la comarca de la Baixa Cerdanya, amb una elevació màxima de 1.287 metres.